# Coppa di Slovacchia 2018-2019 (pallavolo maschile)
La Coppa di Slovacchia 2018-2019 si è svolta dal 16 gennaio al 17 febbraio 2019: al torneo hanno partecipato otto squadre di club slovacche maschili e la vittoria finale è andata per la prima volta al Košice.

## Regolamento
Alla competizione hanno preso parte le prime 8 squadre classificate al termine della 16ª giornata della prima fase di regular season dell'Extraliga; fra di esse, le prime quattro sono state inserite in tabellone secondo ranking mentre le loro sfidanti sono state sorteggiate fra le altre quattro formazioni. Il torneo si è articolato in quarti di finale disputato in gara unica in casa della formazione non testa di serie e semifinali e finale in gara unica con la formula della Final Four.

## Squadre partecipanti
| Squadra         | Qualificazione                    |
| --------------- | --------------------------------- |
| Košice          | 2ª alla 16ª giornata di Extraliga |
| Prešov          | 5ª alla 16ª giornata di Extraliga |
| Prievidza       | 1ª alla 16ª giornata di Extraliga |
| Slávia Svidník  | 4ª alla 16ª giornata di Extraliga |
| Spartak Komárno | 7ª alla 16ª giornata di Extraliga |
| Spartak Myjava  | 6ª alla 16ª giornata di Extraliga |
| Trenčín         | 8ª alla 16ª giornata di Extraliga |
| VKP Nitra       | 3ª alla 16ª giornata di Extraliga |

## Torneo

### Tabellone
|  | Quarti | Quarti          | Quarti |  |   | Semifinali | Semifinali     | Semifinali |  |   | Finale | Finale | Finale |
|  |        |                 |        |  |   |            |                |            |  |   |        |        |        |
|  | 1      | Prievidza       | 2      |  |   |            |                |            |  |   |        |        |        |
|  | 1      | Prievidza       | 2      |  |   |            |                |            |  |   |        |        |        |
|  | 5      | Prešov          | 3      |  |   |            |                |            |  |   |        |        |        |
|  | 5      | Prešov          | 3      |  | 5 | Prešov     | 3              |            |  |   |        |        |        |
|  |        |                 |        |  | 5 | Prešov     | 3              |            |  |   |        |        |        |
|  |        |                 |        |  |   | 4          | Slávia Svidník | 1          |  |   |        |        |        |
|  | 4      | Slávia Svidník  | 3      |  |   | 4          | Slávia Svidník | 1          |  |   |        |        |        |
|  | 4      | Slávia Svidník  | 3      |  |   |            |                |            |  |   |        |        |        |
|  | 8      | Trenčín         | 0      |  |   |            |                |            |  |   |        |        |        |
|  | 8      | Trenčín         | 0      |  |   |            |                |            |  | 5 | Prešov | 2      |        |
|  |        |                 |        |  |   |            |                |            |  | 5 | Prešov | 2      |        |
|  |        |                 |        |  |   |            |                |            |  |   | 2      | Košice | 3      |
|  | 3      | VKP Nitra       | 3      |  |   |            |                |            |  |   | 2      | Košice | 3      |
|  | 3      | VKP Nitra       | 3      |  |   |            |                |            |  |   |        |        |        |
|  | 6      | Spartak Myjava  | 2      |  |   |            |                |            |  |   |        |        |        |
|  | 6      | Spartak Myjava  | 2      |  | 3 | VKP Nitra  | 2              |            |  |   |        |        |        |
|  |        |                 |        |  | 3 | VKP Nitra  | 2              |            |  |   |        |        |        |
|  |        |                 |        |  |   | 2          | Košice         | 3          |  |   |        |        |        |
|  | 2      | Košice          | 3      |  |   | 2          | Košice         | 3          |  |   |        |        |        |
|  | 2      | Košice          | 3      |  |   |            |                |            |  |   |        |        |        |
|  | 7      | Spartak Komárno | 1      |  |   |            |                |            |  |   |        |        |        |
|  | 7      | Spartak Komárno | 1      |  |   |            |                |            |  |   |        |        |        |

### Risultati

#### Quarti di finale
| 16 gennaio 2019 ŠH Spojená škola, Prešov Durata: 1h:56 - Spettatori: 249          | Prešov          | 3 - 2 | Prievidza      | 25-23, 21-25, 25-22, 19-25, 15-10 |
| 16 gennaio 2019 ŠH Stredná športová škola, Trenčín Durata: 1h:14 - Spettatori: 40 | Trenčín         | 0 - 3 | Slávia Svidník | 18-25, 23-25, 18-25               |
| 16 gennaio 2019 Mestská športová hala, Myjava Durata: 1h:54 - Spettatori: 130     | Spartak Myjava  | 2 - 3 | VKP Nitra      | 23-25, 25-18, 25-23, 17-25, 13-15 |
| 16 gennaio 2019 ŠH Športcentrum UJS, Komárno Durata: 1h:33 - Spettatori: 100      | Spartak Komárno | 1 - 3 | Košice         | 20-25, 20-25, 25-20, 18-25        |

#### Semifinali
| 16 febbraio 2019 Mestská športová hala, Humenné Durata: 1h:46 - Spettatori: 900 | Prešov    | 3 - 1 | Slávia Svidník | 26-24, 25-21, 18-25, 25-19        |
| 16 febbraio 2019 Mestská športová hala, Humenné Durata: 2h:12 - Spettatori: 950 | VKP Nitra | 2 - 3 | Košice         | 25-22, 20-25, 21-25, 25-21, 11-15 |

#### Finale
| 17 febbraio 2019 Mestská športová hala, Humenné Durata: 2h:08 - Spettatori: 1 100 | Prešov | 2 - 3 | Košice | 19-25, 25-19, 26-24, 17-25, 11-15 |